# No Matter What (Boyzone)
No Matter What è una canzone realizzata per il musical del 1996 Whistle Down the Wind, scritta da Andrew Lloyd Webber e Jim Steinman. Nel 1998 ne fu registrata una cover dalla boy band irlandese Boyzone, che raggiunse la vetta della classifica britannica, rendendo i Boyzone il primo gruppo musicale con dodici singoli consecutivi nella top 5 del Regno Unito.
La canzone fu in seguito registrata anche dai Meat Loaf e inclusa nella raccolta The Very Best of Meat Loaf.
Il brano fu votato al terzo posto della classifica Le 100 gemme della musica pop degli anni Novanta stilata dalla rivista di musica francese Magic.

## Tracce
CD maxi
1. No Matter What – 4:34
2. Father and Son – 2:47
3. Words – 3:55

CD singolo
1. No Matter What – 4:34
2. She's the One – 3:12

## Classifiche
| Classifiche (1998) | Posizione più alta |
| ------------------ | ------------------ |
| Regno Unito        | 1                  |
| Svizzera           | 2                  |
| Austria            | 3                  |
| Francia            | 43                 |
| Paesi Bassi        | 1                  |
| Belgio             | 2                  |
| Svezia             | 2                  |
| Norvegia           | 1                  |
| Australia          | 5                  |
| Nuova Zelanda      | 1                  |